# 岩生凤尾藓
岩生凤尾藓（学名：Fissidens rupicola）为凤尾藓科凤尾藓属下的一个种。

## 扩展阅读
- 維基物種上的相關：岩生凤尾藓